# Казанский юридический институт (1931)
Казанский юридический институт — высшее учебное заведение в Казани, основанное в 1931 году по подготовке правоведов. Реорганизован в 1952 году путём присоединения к Казанскому государственному университету.

## История
В 1919 году был упразднён юридический факультет существовавший в структуре Императорского Казанского университета с 1804 года. 11 июля 1919 года на базе упразднённого юридического факультета в составе Казанского государственного университета был создан факультет общественных наук в составе трёх отделений: юридико-политического, исторического и экономического. В состав юридико-политического отделения вошёл профессорско-преподавательский состав из упразднённого юридического факультета. Отделение готовило правоведов с высшим юридическим образованием. В 1922 году приказом Народного комиссариата просвещения РСФСР было принято решение о закрытии факультетов общественных наук и их юридико-политические отделения.
17 ноября 1926 года по инициативе наркома юстиции ТАССР Г. Б. Богаутдинова и с одобрения наркома юстиции РСФСР Д. И. Курского было принято решение о создании в структуре Казанского государственного университета имени В. И. Ленина — факультета советского строительства и права по подготовке высококвалифицированных судебно-следственных работников для укомплектования кадров прокуратуры и суда. 1 октября 1928 года Постановлением СНК РСФСР этот факультет был создан и начал свою работу в составе трёх отделений: советского права, советского строительства и экономического. Количество учащихся составило семьдесят пять человек, срок обучения составлял четыре года.
Учебный план на факультете включал широкий цикл общественно-политических дисциплин, в том числе была введена практика выпускников института в судебных учреждениях и прокуратуре. 6 мая 1931 года Постановлением Президиума ВЦИК на базе факультета советского строительства и права был образован самостоятельный Казанский институт советского права, для подготовки кадров с высшим юридическим образованием для советских учреждений национальных республик. Структура института состояла из двух отделений: судебно-прокурорско-следственным (в состав входил специальный цикл по специализации работников следствия) и хозяйственно-правовым. Срок обучения в институте составил три года. Ежегодно из института выпускалось по сто сто пятидесяти человек.
В 1932 году Казанскому институту советского права было передано здание бывшей почтовой конторы на площади Свободы построенное в начале XIX века в стиле классицизма. В ходе реконструкции по проекту архитектора М. С. Григорьева оно было надстроено двумя этажами, центральный вход разместился в нише, а над ним появился балкон.
В 1936 году Постановлением СНК РСФСР Казанский институт советского права был переименован в Казанский юридический институт. 26 июня 1936 года в состав юридического института были переведены студенты ликвидированного Казанского института советского строительства. В структуру института входило десять общеинститутских кафедр: гражданского права и процесса, теории государства и права, истории государства и права, уголовного права, уголовного процесса и криминалистики, специальной кафедры, марксизма-ленинизма, политической экономии, иностранных языков и физкультуры и спорта. Были организованы два факультета: дневной и вечерний. Помимо основного профессорско-преподавательского состава, к преподаванию были привлечены видные педагоги-юристы из других вузов, в том числе: П. Н. Галанза и М. К. Корбут (теория государства и права), В. П. Сыромятников (история институтов публичного права), А. И. Винавер (история институтов частного права), С. П. Сингалевич и Н. Н. Фирсов (история классовой борьбы в России и на Западе).
С 1941 по 1945 год в период Великой Отечественной войны институт работал в штатном режиме. С 1945 года после окончания войны на первый курс института было принято триста тридцать четыре студента, в 1946 году — четыреста двадцать один студент, в 1947 году — четыреста семьдесят семь студентов. С 1945 по 1949 год число студентов, обучавшихся на всех четырех курсах института без отрыва от производства, выросла в два раза, так в 1945 году было пятьсот семьдесят девять студентов, а в 1949 году их число возросло до тысячи четыреста сорок четыре студента. На заочном отделении обучалось в среднем около пятьсот пятьдесят студентов. В общем за время существования института им было подготовлено более 3000 специалистов в области права для работы в прокуратуре, органах министерства внутренних дел, в том числе следственных, в судебных учреждениях, адвокатуре, в советском и партийном аппарате. С 1950 по 1951 год в состав института входил Казанский филиал Всесоюзного юридического заочного института
В 1952 году постановлением СМ СССР Казанский юридический институт был реорганизован и в качестве юридического факультета был включён в состав Казанского государственного университета, а здание института было передано одному из подразделений Казанского авиационного института

## Известные преподаватели
- Горшенин, Константин Петрович[9]
- Братусь, Сергей Никитич[10]
- Матвеев, Геннадий Константинович[11]
- Комиссаров, Гурий Иванович[12]

## Известные выпускники
- Ромашкин, Пётр Семёнович — доктор юридических наук, профессор, член-корреспондент АН СССР[13]
- Павлов, Иван Васильевич — доктор юридических наук, профессор, заслуженный деятель науки РСФСР, главный редактор журнала «Советское государство и право»[14]
- Рассейкин, Дмитрий Павлович — доктор юридических наук, профессор[15]
- Филонов, Лев Борисович — доктор психологических наук, профессор[16]
- Резниченко, Иосиф Моисеевич — доктор юридических наук, профессор, заслуженный юрист Российской Федерации
- Фалькович, Марк Самуилович — кандидат юридических наук, профессор, заслуженный юрист РСФСР[17]
- Винецкий, Ян Борисович — член Союза писателей СССР и Союза писателей ТАССР, заслуженный работник культуры Татарской АССР[18]
- Ивник, Иван Николаевич — чувашский советский поэт, переводчик и фольклорист[19]
- Мухамедьяров, Шамиль Фатыхович — заслуженный деятель наук Республики Татарстан[20]
- Мугинов, Рафаэль Шарипович — начальник Казанского юридического института МВД России[21]
- Поляков, Владимир Николаевич — председатель исполкома Ишимбайского городского Совета, почётный гражданин города Ишимбая[22]
- Казакова, Анна Ильинична — заместитель Председателя Совета Министров Марийской АССР, министр культуры Марийской АССР[23].